# Quartette
Quartette è un cortometraggio muto del 1895 diretto da William Heise o W.K.L. Dickson.
Il film riprende una scena dal lavoro teatrale Trilby, tratto dal romanzo Trilby di George L. Du Maurier pubblicato nel 1894.

## Trama
Il film riporta una scena dalla novella Trilby.

## Produzione
Il film fu prodotto dall'Edison Manufacturing Company.

## Distribuzione
Distribuito dalla Edison Manufacturing Company, il cortometraggio - conosciuto anche con il titolo Trilby Quartette - uscì nelle sale cinematografiche statunitensi nel 1895.